# Smittium culisetae
Smittium culisetae är en svampart som beskrevs av Lichtw. 1964. Smittium culisetae ingår i släktet Smittium och familjen Legeriomycetaceae.   Inga underarter finns listade i Catalogue of Life.